# Stanley Cup 1979
La finale della Stanley Cup 1979 è stata una serie al meglio delle sette gare che ha determinato il campione della National Hockey League per la stagione 1978-79. Al termine dei playoff si qualificarono per la serie finale i Montreal Canadiens e i New York Rangers. I Canadiens nella serie finale di Stanley Cup usufruirono del fattore campo in virtù del maggior numero di punti ottenuti nella stagione regolare, 115 punti contro i 91 dei Rangers. La serie iniziò il 13 maggio e finì il 21 maggio con la conquista della Stanley Cup da parte dei Canadiens per 4 a 1.
I Canadiens giunsero per la quarta volta consecutiva in finale, mentre i Rangers furono alla prima partecipazione dal 1972; questa fu l'ultima finale disputata da due formazioni delle Original Six fino al 2013, quando si sfidarono Chicago Blackhawks e Boston Bruins. Grazie al successo finale la formazione di Montréal vinse il quarto titolo consecutivo, e furono quindici i giocatori ad essere presenti durante quel ciclo oltre a nove membri dello staff. Al termine della stagione alcuni di loro si ritirarono come Jacques Lemaire, il capitano Yvan Cournoyer e Ken Dryden, mentre l'allenatore Scotty Bowman decise di trasferirsi ai Buffalo Sabres.
Al termine della serie l'attaccante canadese Bob Gainey fu premiato con il Conn Smythe Trophy, trofeo assegnato al miglior giocatore dei playoff.

## Contendenti

### Montreal Canadiens
I Montreal Canadiens conclusero la stagione regolare al primo posto nella Norris Division con 115 punti qualificandosi al secondo posto della lega. Nei quarti di finale sconfissero per 4-0 i Toronto Maple Leafs, mentre nelle semifinali affrontarono i Boston Bruins e li superarono per 4-3.

### New York Rangers
I New York Rangers conclusero la stagione regolare in terza posizione nella Patrick Division con 91 punti che valsero loro il quinto posto assoluto nella lega. Nel turno preliminare superarono per 2-0 i Los Angeles Kings, nei quarti di finale batterono i Philadelphia Flyers per 4-1 mentre nelle semifinali sconfissero per 4-2 nel derby cittadino i New York Islanders.

## Serie

### Gara 1
| Montréal 13 maggio 1979                                                                                        | New York Rangers | 4 – 1 (2-0; 2-1; 0-0) referto | Montreal Canadiens | Forum de Montréal (17.005 spett.) |
| \| \| \| \| \| Vickers 06:28 Greschner 14:27 Esposito 29:30 Da. Maloney 33:32 \| Marcatori \| 27:07 Lafleur \| |                  |                               |                    |                                   |
| |                  |                               |                    |                                   |
| Vickers 06:28 Greschner 14:27 Esposito 29:30 Da. Maloney 33:32                                                 | Marcatori        | 27:07 Lafleur                 |                    |                                   |

### Gara 2
| Montréal 15 maggio 1979 | New York Rangers | 2 – 6 (2-3; 0-2; 0-1) referto                                                   | Montreal Canadiens | Forum de Montréal (17.024 spett.) |
| \| \| \| \| \| Hedberg 01:02 Duguay 06:21 \| Marcatori \| 08:34 Lambert 12:24 Lafleur 16:27 Gainey 26:51 Shutt 37:35 Lemaire 44:38 Napier \| |                  |                                                                                 |                    |                                   |
| |                  |                                                                                 |                    |                                   |
| Hedberg 01:02 Duguay 06:21 | Marcatori        | 08:34 Lambert 12:24 Lafleur 16:27 Gainey 26:51 Shutt 37:35 Lemaire 44:38 Napier |                    |                                   |

### Gara 3
| New York 17 maggio 1979                                                                                  | Montreal Canadiens | 4 – 1 (2-0; 0-0; 2-1) referto | New York Rangers | Madison Square Garden (17.376 spett.) |
| \| \| \| \| \| Shutt 07:27 Risebrough 15:44 Tremblay 54:48 Lemaire 57:10 \| Marcatori \| 46:06 Duguay \| |                    |                               |                  |                                       |
| |                    |                               |                  |                                       |
| Shutt 07:27 Risebrough 15:44 Tremblay 54:48 Lemaire 57:10                                                | Marcatori          | 46:06 Duguay                  |                  |                                       |

### Gara 4
| New York 19 maggio 1979 | Montreal Canadiens | 4 – 3 (d.t.s.) (1-2; 1-0; 1-1) referto    | New York Rangers | Madison Square Garden (17.382 spett.) |
| \| \| \| \| \| Houle 02:39 Lambert 38:05 Gainey 46:26 Savard 67:25 \| Marcatori \| 01:19 Hickey 17:03 Murdoch 44:26 Esposito \| |                    |                                           |                  |                                       |
| |                    |                                           |                  |                                       |
| Houle 02:39 Lambert 38:05 Gainey 46:26 Savard 67:25                                                                             | Marcatori          | 01:19 Hickey 17:03 Murdoch 44:26 Esposito |                  |                                       |

### Gara 5
| Montréal 21 maggio 1979                                                                          | New York Rangers | 1 – 4 (1-1; 0-3; 0-0) referto                    | Montreal Canadiens | Forum de Montréal (18.076 spett.) |
| \| \| \| \| \| Vadnais 16:52 \| Marcatori \| 10:36 Chartraw 21:02, 38:49 Lemaire 31:01 Gainey \| |                  |                                                  |                    |                                   |
|                                                                                                  |                  |                                                  |                    |                                   |
| Vadnais 16:52                                                                                    | Marcatori        | 10:36 Chartraw 21:02, 38:49 Lemaire 31:01 Gainey |                    |                                   |

## Roster dei vincitori
| Vincitori della Stanley Cup 1979 Canadiens de Montréal | Portieri: Michel Laroque, Ken Dryden, Richard Sévigny Difensori: Brian Engblom, Guy Lapointe, Rod Langway, Serge Savard, Larry Robinson, Gilles Lupien, Rick Chartraw Attaccanti: Pierre Mondou, Doug Risebrough, Guy Lafleur, Yvon Lambert, Yvan Cournoyer (C), Mario Tremblay, Réjean Houle, Cam Connor, Doug Jarvis, Steve Shutt, Bob Gainey, Jacques Lemaire, Pierre Larouche, Pat Hughes, Mark Napier Staff Tecnico: Scotty Bowman (Allenatore) |